# Richard Hendrix
Venard Richard Hendrix (Decatur, 15 novembre 1986) è un ex cestista statunitense naturalizzato macedone.

## Carriera
Viene selezionato al Draft NBA 2008 dai Golden State Warriors con la 49ª scelta. Dopo aver giocato la preseason con i Warrios, è stato confermato nel roster per la stagione. Il 14 novembre 2008 viene assegnato ai Bakersfield Jam in D-League. Il 18 dicembre 2008 viene tagliato dai Warriors.
Il 28 dicembre 2008 firma con i Dakota Wizards in D-League. È stato miglior rimbalzista della D-League nella stagione 2008-09. Il 3 febbraio 2009 è stato convocato per l'NBDL All-Star Game. È stato convocato come titolare della Squadra Rossa, che ha aiutato a vincere per 113-103. Ha chiuso la partita con 11 punti, 6 rimbalzi, 3 palle rubate e 2 assist in 20 minuti di gioco.
Nel luglio 2009 firma un contratto annuale con il Granada. Con Hendrix il Granada ha messo a segno un record di punti Liga ACB. Ha inoltre vinto il premio di Giocatore rivelazione della Liga ACB.
Nel 2010 è stato ingaggiato dagli Indiana Pacers per la Orlando Pro Summer League e dagli Atlanta Hawks per la Summer League.
Il 30 giugno 2010 ha firmato un contratto biennale con il Maccabi Tel Aviv.
Nel giugno 2012 firma un contratto biennale con l'Olimpia Milano, ma dopo 10 partite, nelle quali ha avuto una media di appena 3,7 punti e 3 rimbalzi a partita, viene messo fuori rosa e successivamente ceduto in prestito alla Lokomotiv Kuban.
Il 27 luglio 2018, Hendrix firma un contratto annuale con il Le Mans.

## Palmarès

### Squadra
- Campionato israeliano: 2

Maccabi Tel Aviv: 2010-11, 2011-12
- Coppa di Israele: 2

Maccabi Tel Aviv: 2010-11, 2011-12
- Coppa di Lega israeliana: 2

Maccabi Tel Aviv: 2010, 2011
- Lega Adriatica: 1

Maccabi Tel Aviv: 2011-12
- Eurocup: 1

Lokomotiv Kuban: 2012-13
- Supercoppa spagnola: 1

Gran Canaria: 2016

### Individuali
- McDonald's All-American Game: 1

2005
- ULEB Eurocup Finals MVP

Lokomotiv Kuban: 2012-13